# 森清 (経産官僚)
森 清（もり きよし、1963年〈昭和38年〉4月10日 - ）は、日本の経済産業官僚。

## 来歴
京都府宇治市出身。洛星高等学校から東京大学に入学。1986年（昭和61年）、東京大学法学部（公法学）を卒業し、同年、通商産業省へ入省（産業政策局総務課）。
大臣官房総務課を経て、1992年（平成4年）、アメリカ合衆国へ留学。ハーバード大学ケネディ・スクール修士課程を修了。修了後、ブルッキングス研究所でゲストスカラーを務めた。
通商産業省入省以来、貿易問題やエネルギー問題、中東やアフリカの通商政策やエネルギー政策、サイバー政策の国際的調整業務に携わり、通商産業総括政務次官・経済産業副大臣秘書官、通商政策局中東アフリカ課長、資源エネルギー庁国際課長、同庁資源・燃料部政策課長、貿易経済協力局通商金融・経済協力課長、大臣官房審議官（貿易経済協力局・海外戦略担当）、同政策評価審議官（併）サイバー国際経済政策統括調整官などを歴任。途中、2025年日本国際博覧会協会などに出向し、総務省情報通信国際戦略局次長、2025年日本国際博覧会協会副事務総長（理事）、ジェトロロンドンセンター産業調査員、経済産業研究所コンサルティングフェローを務めた。
2017年（平成29年）7月5日、近畿経済産業局長に就任。
2019年（令和元年）7月5日、2025年日本国際博覧会協会副事務総長に就任
2021年（令和3年）7月1日、特許庁長官に就任。翌2022年（令和4年）7月1日、辞職。